# Gangapur (Rajasthan)
Gangapur è una suddivisione dell'India, classificata come municipality, di 17.015 abitanti, situata nel distretto di Bhilwara, nello stato federato del Rajasthan. In base al numero di abitanti la città rientra nella classe IV (da 10.000 a 19.999 persone).

## Geografia fisica
La città è situata a 25° 14' 37 N e 74° 15' 57 E.

## Società

### Evoluzione demografica
Al censimento del 2001 la popolazione di Gangapur assommava a 17.015 persone, delle quali 8.803 maschi e 8.212 femmine. I bambini di età inferiore o uguale ai sei anni assommavano a 2.654, dei quali 1.444 maschi e 1.210 femmine. Infine, coloro che erano in grado di saper almeno leggere e scrivere erano 10.052, dei quali 6.394 maschi e 3.658 femmine.